# جاش وات
جاش وات (انگلیسی: Josh Watt؛ زادهٔ ۳۱ اوت ۱۹۹۳) بازیکن فوتبال اهل بریتانیا است.
از باشگاه‌هایی که در آن بازی کرده‌است می‌توان به باشگاه فوتبال ایست استایلینگشا و باشگاه فوتبال مادرول اشاره کرد.